# 潘瑟崖

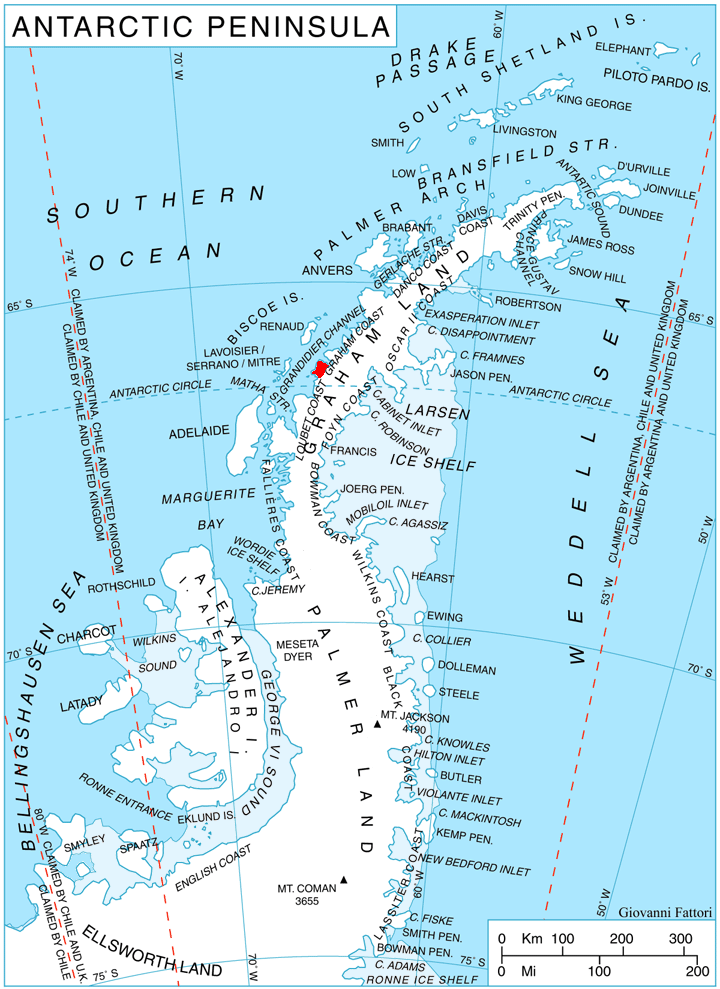

66°23′S 65°36′W / 66.383°S 65.600°W
潘瑟崖（英語：Panther Cliff）是南極洲的海崖，位於葛拉漢地的盧貝海岸，處於卡德爾冰川終點以北的斯特雷舍半島西南部，現時由南極條約體系管理。